# Gudrun Hjelte
Gudrun Hjelte, född 13 februari 1934 i Uppsala, är en svensk journalist. 
Hjelte, som är dotter till lektor Ansgar Eeg-Olofsson och Sonja Samuelsson, avlade studentexamen 1953, studerade vid Poppius journalistskola 1953 samt vid Stockholms högskola och Lunds universitet 1953–1957. Hon var journalist på bland annat Svensk Damtidning 1957–1963, Metallarbetaren 1963–1965 och 1979–1981, Aftonbladets ledarsida 1969–1976, Landstingsförbundet 1976–1979, Stockholms-Tidningen 1981–1984, var chefredaktör för Råd & Rön 1985–1994 och arbetade därefter med informationsfrågor vid Konsumentverket. Hon var ledamot av Stockholms kommunfullmäktige 1970–1973 och styrelseledamot i Stockholms stadsteater (suppleant) 1970–1984. Hon har medverkat i bland annat Framtiden kräver... (1974), Basmat eller jippomat (1974) och Det onda och det goda (1978).
Hon var 1957–1973 gift med Roland Hjelte och är adoptivmor till Tom Hjelte.